# ببه دنیلز
ببه دنیلز (انگلیسی: Bebe Daniels؛ ‏ ۱۴ ژانویهٔ ۱۹۰۱ – ۱۶ مارس ۱۹۷۱) بازیگر و تهیه‌کننده فیلم اهل ایالات متحده آمریکا بود. وی بین سال‌های ۱۹۱۰ تا ۱۹۶۰ میلادی فعالیت می‌کرد.

## گزیده فیلم‌شناسی
- حکم، گشنیز است
- لوک، فراهم‌کننده بیمار
- لوک، راننده تاکسی
- لوک و اسب‌های مسابقه
- لوک، گلادیاتور
- خواب پراکنده لوک
- لوک و پریان دریا
- آتش‌بازی‌های ناکام لوک
- اخبار جانانه لوک
- لوک به تفرجگاه می‌رود
- کودک گمشده لوک
- لوک، جعل‌کننده هویت
- لوک، فال‌بین
- زندگی باشگاهی پرشتاب لوک
- لوک با بی‌ملاحظگی رفتار می‌کند
- آماده‌سازی‌های لوک برای آماده بودن
- نابسامانی سینمایی لوک
- انتظار پرشستشوی لوک
- اختلاط اجتماعی لوک
- لوک پیروز می‌شود
- لوک اموال چپاول‌شده را پیدا می‌کند
- خودروی قراضه و خطرناک لوک
- لوک و دردسرهای رستوران
- لوک خوشگل‌ها را دید می‌زند
- بدل لوک
- لوک و تروریست‌ها
- لوک تنها، سلطان سیرک
- لوک و گردن‌کلفت‌های روستایی
- لوک نقشه تبه‌کار را خنثی می‌کند
- لوک، قناد شیاد
- لوک بارها را کشان کشان می‌برد
- لوک تنها غرق در تجمل است
- لوکِ تنها، به ادبیات روی می‌آورد
- زنان سرکش لوک تنها
- لوک تنها، پیک
- لوک تنها، تعمیرکار خودرو
- لوک تنها، لوله‌کش
- لوک تنها در تین کن الی
- زندگی پر جنب‌وجوش لوک تنها
- لوک تنها، بیمارانش را از دست می‌دهد
- ماه عسل لوک تنها
- لوک دل لیدی فیر را می‌رباید
- لوک تنها، وکیل مدافع
- دردسرهای لوک در تراموا
- روز پرمشغله لوک
- آزادی از دست‌رفته لوک
- آن روزهای خوش کودکی
- چمدان‌برهای هتل باگ‌هاوس
- تصاویر لحظه‌ای رگتایم
- یک دست‌وپاچلفتی در زمین گلف
- شوخی‌های عجیب و غریب بیماران
- صبر کن! لوک! گوش کن!
- عشق، خنده و هیجان
- لوک تنها، گانگستر خوش‌مشرب
- ترفند، شعر و لوطی‌های محل
- خوشی موقت
- سرهم‌بندی مشکلات
- دِین خود را ادا کن
- پول کاغذی
- عصبی کردن آنان
- در سالن نمایش قدیمی
- هل نده
- رأی‌ها را بشمارید
- تنها پدرش
- رئیس بزرگ سرخپوستان
- باقی پولت را بشمار
- حکمران و پیروانش
- شاهزاده
- یک ماه عسل پرجنب‌وجوش
- هرگز به من دست نزد
- چاپ سویی اند کو
- فقط همسایه و بس
- جناب آقای بیلی بلیزس
- بیرون تراموا
- دزد را بزن
- تپانچه‌هایی برای صبحانه
- بازگشت به جنگل
- ماراتن
- پیش از صبحانه
- بله، آقا
- پرده را بالا بزن
- تازه‌وارد
- کفش‌هاتو دربیار
- یک سرباز وظیفه در سیبری
- ردیف بعدی
- بی‌عرضه وظیفه‌شناس
- مراقب باشید، داریم می‌افتیم
- دارم میام
- از پدر بپرس
- دیگر موجود نیست!
- تحت تعقیب – ۵٬۰۰۰ دلار
- دو نفر در جنب و جوش
- عروس و دلتنگی
- مشغله ذهنی
- با همرقص‌هایت سوئینگ برقص
- چرا منو انتخاب کردی؟
- خودشه
- هیچ‌چیز جز دردسر
- بیرون کردن میکروب‌ها از آلمان
- غوغای آنان را بشنو
- بخت خود را بیازما
- یک عاشقانه اوزارک
- آیا کلاهبرداران دغل‌کار هستند؟
- جایی در ترکیه
- بگیرش، گردن‌کلفت!
- او ندارد مرا دوست
- آتش‌نشان فرزند مرا نجات بده
- رِند شهری
- جوانک مهارنشدنی
- اخراج‌شده
- سلام!
- همرنگ جماعت شو
- سبیل‌ها را تاب بده
- یک زندگی پرهیجان
- اطلاع محرمانه
- گاسی دو لول
- مرد و زن
- خجالتی
- دزدزده
- لطفاً دلپذیر باش
- خانم‌ها وارد می‌شوند
- بیا بریم
- با عجله
- یک عروسی بنزینی
- حرکت کن
- آن طرف حصار
- همه سرنشینان
- دوباره بزنش
- لاس
- رینبو آیلند
- مظلوم و بی‌آزار
- در کنار امواج غم‌زده دریا
- دردسر برادوی
- بچه‌های ناخدا کید
- سوزان دیوانهٔ سرکش
- از یک قماش